# کالواجزه دلا ریویرا
کالواجزه دلا ریویرا (به ایتالیایی: Calvagese della Riviera) یک کومونه در ایتالیا است که در استان برشا واقع شده‌است. کالواجزه دلا ریویرا ۱۱٫۷۸ کیلومتر مربع مساحت و ۳٬۵۲۲ نفر جمعیت دارد و ۲۲۵ متر بالاتر از سطح دریا واقع شده‌است.